# Михеево (Лихославльский район)
Михеево — деревня в Лихославльском районе Тверской области.

## География
Находится в центральной части Тверской области на расстоянии приблизительно 12 км на юг по прямой от районного центра города Лихославль.

## История
Деревня отмечалась как Волосова на карте 1825 года. В 1859 году здесь (деревня Новоторжского уезда) было учтено 11 дворов. До 2021 года входила в Вёскинское сельское поселение Лихославльского района до его упразднения.

## Население
Численность населения: 117 человек (1859 год), 0 в 2002 году, 1 в 2010.